# العلاقات الأرمينية البوتانية
العلاقات الأرمينية البوتانية هي العلاقات الثنائية التي تجمع بين أرمينيا وبوتان.

## مقارنة بين البلدين
هذه مقارنة عامة ومرجعية للدولتين:
| وجه المقارنة                                              | أرمينيا                    | بوتان          |
| --------------------------------------------------------- | -------------------------- | -------------- |
| المساحة (كم2)                                             | 29.74 ألف                  | 38.39 ألف      |
| عدد السكان (نسمة)                                         | 2.93 مليون                 | 807.61 ألف     |
| الكثافة السكانية (ن./كم²)                                 | 98.52                      | 21.04          |
| العاصمة                                                   | يريفان                     | تيمفو          |
| اللغة الرسمية                                             | لغة أرمنية                 | لغة دزونكا     |
| العملة                                                    | درام أرميني                | نغولترم بوتاني |
| الناتج المحلي الإجمالي (بليون دولار)                      | 11.54 مليار                | 2.51 مليار     |
| الناتج المحلي الإجمالي (تعادل القوة الشرائية) بليون دولار | 25.41 مليار                | 6.49 مليار     |
| الناتج المحلي الإجمالي الاسمي للفرد دولار أمريكي          | 3.49 ألف                   | 2.66 ألف       |
| الناتج المحلي الإجمالي للفرد دولار أمريكي                 | 8.07 ألف                   | 7.82 ألف       |
| مؤشر التنمية البشرية                                      | 0.743                      | 0.605          |
| رمز المكالمات الدولي                                      | +374                       | +975           |
| رمز الإنترنت                                              | .am، .հայ ‏                 | .bt            |
| المنطقة الزمنية                                           | ت ع م+04:00، توقيت أرمينيا | ت ع م+06:00    |

## منظمات دولية مشتركة
يشترك البلدان في عضوية مجموعة من المنظمات الدولية، منها:
| علم المنظمة | اسم المنظمة                        | تاريخ انضمام أرمينيا | تاريخ انضمام بوتان |
| ----------- | ---------------------------------- | -------------------- | ------------------ |
|             | بنك التنمية الآسيوي                | 2005                 | 1982               |
|             | مؤسسة التنمية الدولية              | 25 أغسطس 1993        | 28 سبتمبر 1981     |
|             | يونسكو                             | 9 يونيو 1992         | 13 أبريل 1982      |
|             | وكالة ضمان الاستثمار متعدد الأطراف | 5 ديسمبر 1995        | 21 أكتوبر 2014     |
|             | الأمم المتحدة                      | 2 مارس 1992          | 21 سبتمبر 1971     |
|             | الاتحاد البريدي العالمي            | ?                    | ?                  |
|             | البنك الدولي للإنشاء والتعمير      | 16 سبتمبر 1992       | 28 سبتمبر 1981     |
|             | الاتحاد الدولي للاتصالات           | 30 يونيو 1992        | 15 سبتمبر 1988     |
|             | منظمة حظر الأسلحة الكيميائية       | ?                    | ?                  |
|             | مؤسسة التمويل الدولية              | 18 أبريل 1995        | 1 ديسمبر 2003      |
|             | منظمة الشرطة الجنائية الدولية      | ?                    | ?                  |

## وصلات خارجية
- موقع وزارة الخارجية الأرمينية
- موقع وزارة الخارجية البوتانية